# 比利時不明飛行物體事件
比利时不明飞行物体事件（英語：Belgian UFO wave）是指从1989年11月29日至1990年4月间，发生于比利时的一连串声称目击三角形不明飞行物的事件。

## 事件經過
比利时不明飞行物体事件始于1989年11月。11月29日的事件被不少于30群目击者和3队警察记录。所有报告都涉及一个巨大的低空飞行的物体。该飞行器为三角形扁平状，下表面有灯光。当这个巨大的飞行器缓慢穿过比利时上空时没有发出响声。有信息表明，比利时民众追踪到该飞行器从列日市（Liege）中心移动到荷兰与德国的边境。
比利时不明飞行物体事件在1990年3月30日至31日的当晚达到高峰：当晚不明物体被雷达追踪到，被比利时空军的两架F-16战斗机追赶，被拍摄下来，被地面上估计13,500人目击——当中的2600人提交了有关他们所见的详细书面报告。比利时空军在事件发生后放出了详述当晚事件的报告。
3月30日23:00左右，位于格隆（Glons）的控制报告中心（Control Reporting Center，CRC）的管理人员收到报告称，3个异常灯光正朝位于布鲁塞尔东南方向的杜隆别-让卢布（Thorembais-Gembloux）移动。灯光比星星还亮，颜色在红绿黄中变换，似乎固定在一个等边三角形的三个顶点上。这时，格隆的控制报告中心请求瓦夫尔（Wavre）的宪兵派遣一巡逻队前往证实目击事件。
约10分钟后，第二组灯光被人目击到正朝之前的那一个三角形移动。瓦夫尔的宪兵在23:00前已证实了最初的目击，而且格隆的控制报告中心可以在雷达上观察到该现象。在这段时间里，经历不规则变换后，第二组灯光转换为一个更小的三角形。跟踪到目标以及收到位于塞默扎克（Semmerzake）的交通控制中心又一雷达确认后，控制报告中心命令两架F-16战斗机在午夜前从博弗尚空军基地（Beauvechain Air Base）紧急起飞。在这段时间里，现象仍然可以从地面清楚地看到。有目击者描述称在转换的过程中，灯光的相对位置保持不变，同时缓慢地在空中移动。目击者也报告称两个移向埃格泽市（Eghezee）的灯光展现出与第二组灯光相似的不规则运动。
在接下来的一个小时里，两架已起飞的F-16战斗机尝试了9次单独的拦截。其中有3次机会成功获得持续几秒的雷达锁定，但每次目标都迅速改变自身位置和速度以至于逃脱锁定。第一次雷达锁定中，目标在从240km/h加速到1770km/h的同时其高度从2700m下降到1500m，然后在几乎降至地面前升高到3350m——在第一次下降中用了不到2秒就下降超过900m。类似的行为也在随后两次的雷达锁定中被观察到。F-16战斗机飞行员始终看不到目标。虽然目标超过音速，但没有任何声爆的迹象。
与此同时，地面目击者大体上证实了雷达捕捉的信息。他们描述称看到那个较小的三角形瞬间从视线中消失，而较大的三角形在F-16战斗机飞过时非常迅速地向上移动。0:30后，雷达捕捉变得更加零星。最后一次被证实的雷达锁定发生在0:40，同样也被从大约160km/h到1120km/h的加速甩脱。F-16战斗机收到几个未被证实的信号后便于01:00后返回基地。
被派去证实最初目击报告的瓦夫尔宪兵提供了最后的目击细节。他们描述称4个灯光排列成一个正方形，每个灯光都在做短距离的不平稳运动。随后灯光亮度变低，01:30左右各自消失在4个不同的方向。

## 照片

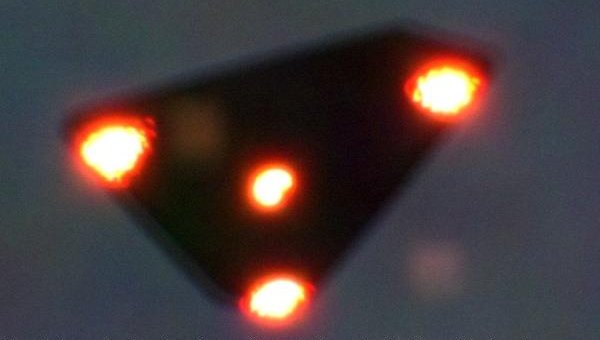
一张认为是三角形不明飞行物的照片，拍摄于1990年6月15日, 比利时瓦隆。声称是在比利时不明飞行物体事件期间拍摄的。一张类似的照片于1990年4月4日在佩蒂特-勒尚（Petit-Rechain）被拍摄。

一位匿名摄影师在1990年4月拍摄了一张三角形物体的照片，物体的3个角上各有3个灯光。在那之后，一个叫帕特里克 M.（Patrick M.）的男子公开宣称那张照片是他的恶作剧。
怀疑者称照片没有任何背景，也没有任何要素能够计算出物体的大小及到相机的距离。比利时怀疑者维姆·范乌得勒支（Wim van Utrecht）利用设备制造了该照片的一份复制品。一种用于复制该照片的计算机图形模拟方法由一位列日大学天体物理实验室（The University of Liège Laboratory of Astrophysics）的比利时数学家蒂埃里·韦（Thierry Veyt）开发。在实验室里，明显的晃动让飞行器的灯光显得模糊或者像是在照片上对不准焦。这种晃动与目击者的陈述相矛盾。实验的结果、摄影师的匿名行为以及照片直到事件发生4个月后才公布的事实，使照片的准确性让人产生怀疑。
20年来，不明飞行物研究组织比利时空间现象协会（Société belge d'étude des phénomènes spatiaux，SOBEPS）一直宣称这张照片是真的。但在2011年7月26日，帕特里克 M.接受名为RTL的比利时电视频道的采访时宣称这是一场恶作剧。
在2016年11月27日Skeptoid一集名为The Belgian UFO Wave的播客中，科学怀疑论作家布赖恩·邓宁（Brian Dunning）讨论了有关摄影的证据，并报告称
那一张照片是一切有关比利时不明飞行物体事件证据的水平的典型代表。在2011年，一个名为帕特里克·马雷夏尔（Patrick Maréchal）的男子邀请比利时记者到他家里。他向记者展示了他在媒体的大肆宣传达到顶峰的某一天与朋友上班时的所作所为。他们将一张聚乙烯塑料泡沫切成三角形并涂成黑色，在三个角上各装一支手电筒，用一根线把三角形吊起来。为了得到合适的照片，马雷夏尔拍摄了很多照片，而那张最合适的愚弄了全世界。

## 質疑觀點

### 新聞媒體的假消息
首次目击事件发生（1989年11月29日）约三年后（1992年），奥伊彭的比利时怀疑者马克·阿莱（Marc Hallet）写了一篇有关比利时不明飞行物体事件的文章：《比利时不明飞行物事件或误传的胜利》（La Vague OVNI Belge ou le triomphe de la désinformation），批评了SOBEPS所做的工作。他认为这个不明飞行物研究组织在媒体上传播虚假消息。阿莱的论点是:该事件总体上是一场集体歇斯底里，而SOBEPS的工作產生推波助澜的作用。这场集体歇斯底里遵循菲利普·克拉斯（Philip J. Klass）的有关法则：一旦新闻报道引导公众相信不明飞行物可能就在附近，将会有大量自然或人造物体在那些希望看到不明飞行物的观察者的脑海里呈现出不同寻常的特点，尤其是在夜晚被见到的物体。公众的不明飞行物目击报告反过来会增强集体兴奋感，这将鼓励更多观察者留意不明飞行物；这种状况以“消耗自我”来维持，直到媒体失去对物体的兴趣，接着公众的兴奋也因失去动力而迅速平息。

### 感知的誤解
1993年时，皮埃尔·马甘（Pierre Magain）和马克·雷米（Marc Remy）在《物理学杂志》（Physicalia Magazine）上发表一篇文章，其中的结论与来自SOBEPS的不相匹配，同时他们声明人文科学家能比物理学家更好地研究比利时不明飞行物体事件。
在报告《1989-1992比利时不明飞行物体事件——一个被忽视的假设》（The Belgian UFO Wave of 1989–1992 – A Neglected Hypothesis）中，雷诺·勒克莱（Renaud Leclet）及其合作者讨论有关一些目击事件可以被解释为直升飞机的事实。大多数目击者说那些物体是无声的，而雷诺认为之所以「无声」，是由于目击者所駕駛汽车的引擎声或刮过的强烈自然风掩盖直升机的声音。
在文章《比利时不明飞行物体事件的开端》（The Beginning of the Belgian UFO wave）中，让·米歇尔·阿布拉萨尔（Jean-Michel Abrassart）认为事件的开端与社会心理学假说（社会心理学UFO假说）不矛盾，但与SOBEPS所宣称的恰恰相反。在2011年被发表于奥古斯特·梅森（Auguste Meessen）的个人网站的一篇文章《比利时不明飞行物体事件和拉米伊的照片》（The Belgian Wave and the photos of Ramillies）中，他回答怀疑論者罗杰·帕基（Roger Paquay）和让·米歇尔·阿布拉萨尔的几个批评。根据他的觀點，他仍然坚持比利时不明飞行物体事件完全无法獲得合理解释，而罗杰·帕基和让·米歇尔·阿布拉萨尔都撰写文章回應反駁。

### 缺乏證據的報告
在Skeptoid题为“比利时不明飞行物体事件”（The Belgian UFO Wave）的播客中，布莱恩·邓宁讨论F-16战斗机的追逐并报告称：
飞行员与那些物体取得了间断的联系，但那些物体时而出现、时而消失，向上或向下移动得特别快，甚至包括跑到地底下。飞行员从来未见到任何东西。SOBEPS报告说飞行员获得九次对目标的雷达锁定，但比利时军队只报告了三次这样的锁定。经数据分析，三次雷达锁定都是相互锁定，其它联系全都被发现是由于众所周知的名为布拉格散射的大气干扰。
（页面存档备份，存于）
关于目击报告的大量涌现及缺少摄影证据，邓宁作出结论：
你在报纸上读到一篇报道说一架不明飞行物在一两晚前被目击到飞过你的小镇，你记得你当时见到一些你认为是亮星或一架飞机的物体，而这则新闻使你意识到你当时所见的一定是这架不明飞行物。你和我不一定把它们联系起来，但很多人完全有可能这样做，所以有人根据报纸上的指导给SOBEPS发了份报告。因为几年内在这么小的一个国家里涌现数量众多的相关文章、报道，所以SOBEPS报告称他们最终收到总计多达2,600份报告也就不足为奇了。米森所宣称的11月29日事件最初的143份报告确实是被收到了，但仅仅是在超过一个星期的大量媒体的重复、有侵略性的征求后才收到的。是后来的复述错误地假定所有2,600人被报道当时看到了F-16战斗机在追逐不明飞行物，假定所有143份最初的目擊报告独立来自事件的第一晚。所有报告都发生在事后，而且都在SOBEPS和媒体的鼓励征求下才提交。

这仅仅是一种社会心理现象，这就是没有任何证据以及只有一张可疑照片的原因。如果13,500人真的在那时都看到他们所认为的不明飞行物，那么我向你保证事件将不仅仅只产生一张照片。

## 外部連結
- Belgian UFO Wave Sightings at ufosightingstoday.org  （页面存档备份，存于）
- Belgian UFO wave at Ufos.about.com
- Belgian UFO wave at Ufocasebook （页面存档备份，存于）
- Belgium 1990: A Case for Radar-Visual UFOS? – Tim Printy at Internet Archive
- Skeptic Report
- Triangles over Belgium (Wim Van Utrecht) （页面存档备份，存于）
- "Classic" UFO Photo from Belgian Wave – the Hoaxer Confesses （页面存档备份，存于）
- Belgian UFO wave at Latest UFO sightings （页面存档备份，存于）
- David Marler's UFO book, Belleville News Democrat 7/14/13